# Mabon
Mabon fab Modron ['mabon vaːb 'modron], auch Mabon ap Modron, der Sohn der Göttin Modron, deshalb „das göttliche Kind“ genannt, ist eine Gestalt aus der walisischen Mythologie. In den kontinentalen Artusromanen wird er Mabonagrain oder Mabuz genannt.

## Mythologie

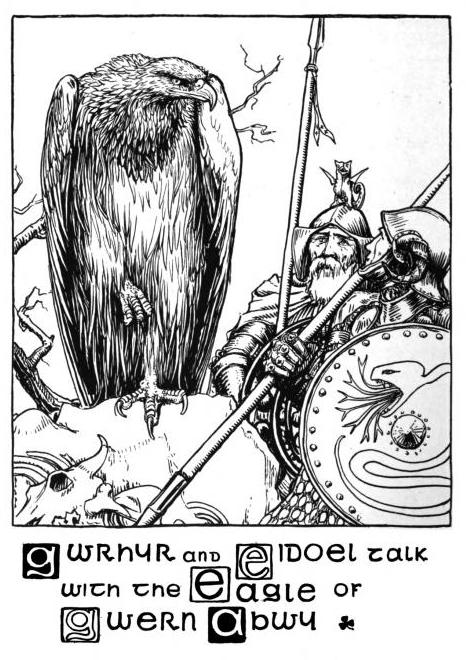
Gwrhyr und Eidoel sprechen mit dem Adler

In der Sage von Kulhwch ac Olwen wird berichtet, dass der Riese Ysbaddaden, der Vater Olwens, dem Brautwerber Kulhwch vierzig Aufgaben stellt, ehe er seine Tochter heiraten darf.
Noch eines: es gibt auf der Welt keinen Hundeführer, der diese Welpe beherrschen könnte, außer Mabon, dem Sohn der Modron, der drei Nächte nach seiner Geburt seiner Mutter geraubt wurde. Wo oder was er ist, ob tot oder lebendig, ist nicht bekannt.
In den nächsten Aufgaben verrät Ysabaddaden den Weg, Mabon zu finden: Zuerst ist sein gefangen gehaltener Vetter Eidoel zu befreien, der bei der Suche helfen muss. Dies gelingt, und zusammen mit Kei, Gwrhyr Gwalstawd Ieithoedd dem Sprachkundigen, der sich mit allen Tieren verständigen kann, und Bedwyr fab Bedrawg macht Eidoel sich im Auftrag von König Artus auf den Weg. Sie befragen die ältesten Tiere der Welt, nämlich die Amsel von Kilgrwi, den Hirsch von Rhedynvre, die Eule von Cwm Cawlwyd, den Adler von Gwernabwy und schließlich den Lachs von Llyn Llyw. Dieser nimmt Kei und Gwrhyr auf seinen Rücken und schwimmt mit der Flut den Severn stromauf nach Caer Loyw (Gloucester). Dort ist Mabon eingekerkert und es gelingt Arthur mit einem Heer die Burg zu erobern und Mabon, vor allem mit Hilfe Keis, zu befreien. Beim Kampf mit dem Eber Twrch Trwyth – ebenfalls eine Forderung Ysbaddadens – ist es Mabon, der mit Hilfe des Hundes Drudwyn von den Cŵn Annwn (Hunde der Anderswelt) dem Eber das Rasiermesser zwischen seinen Ohren entreißt.
Die Gefangenschaft Mabons in Caer Loyw wird manchmal mit einer Initiation und Lehre bei den „Kampffrauen“ (Hexen) von Gloucester, und dieser Ort mit einer Variante der Anderen Welt gleichgesetzt.
Mabon fab Modron wird in den Trioedd Ynys Prydein („Die Triaden der Insel Britannien“) zusammen mit Llŷr Lledieith und Gweir fab Geirioedd „Einer der drei erhabenen Gefangenen der Insel Britannien“ (tri goruchel garcharawr Ynis Bridein) genannt.
In der Erzählung Pa ŵr yw’r porthor? („Wer ist der Pförtner?“) zählt Mabon zu den Gefolgsmännern Arthurs, der ihn dem Pförtner Glewlwyd als „Knecht“ Uther Pendragons vorstellt.
[…] Mabon den Sohn der Modron den Knecht des Uther Pendragon […]
Der Name Mabon wird häufig vom gallischen Gott Maponos und Modron von der Göttin Matrona abgeleitet.  
In den Romanen der Matière de Bretagne wird Mabon mit hoher Wahrscheinlichkeit als Mabonagrain (im Erec des Chrétien de Troyes) oder Mabuz (im Lanzelet des Ulrich von Zatzikhoven) erwähnt, wobei die Gestalten in einem veränderten Zusammenhang stehen.